# Joseph Ledwinka
Joseph Ledwinka (Viena, 4 de dezembro de 1869 – 26 de novembro de 1949) foi um engenheiro automotivo austríaco que imigrou para os Estados Unidos em 1896.